# NGC 4960
NGC 4960 (другие обозначения — NGC 4961, IRAS13033+2800, UGC 8185, KUG 1303+280, MCG 5-31-126, ZWG 160.134, PGC 45311) — спиральная галактика с перемычкой (SBc) в созвездии Волосы Вероники.
Этот объект занесён в новый общий каталог несколько раз, с обозначениями NGC 4960, NGC 4961.
Этот объект входит в число перечисленных в оригинальной редакции «Нового общего каталога».
В галактике вспыхнула сверхновая SN 2005az типа Ic, её пиковая видимая звездная величина составила 17,4.